# Phialella quadrata
Phialella quadrata är en nässeldjursart som först beskrevs av Forbes 1848.  Phialella quadrata ingår i släktet Phialella och familjen Phialellidae. Arten är reproducerande i Sverige. Inga underarter finns listade i Catalogue of Life.